# Мис Казантип (урочище)
Мис Казантип — заповідне урочище, розташоване неподалік від села Мисове Ленінського району АР Крим. Створена відповідно до Постанови ВР АРК № 353 від 20 травня 1980 року.

## Загальні відомості
Площа 900 гектарів. Розташоване на захід від села Мисове Ленінського району.
Урочище створено з метою комплексного збереження в природному стані відокремленого цілісного ландшафту, що має наукове, природоохоронне та естетичне значення.